# 花贡镇
花贡镇，是中华人民共和国贵州省黔西南布依族苗族自治州晴隆县下辖的一个乡镇级行政单位。
2016年1月29日，贵州省人民政府批复同意晴隆县部分乡镇行政区划调整，将原大田乡新寨村、民族村划归花贡镇管辖。

## 行政区划
花贡镇下辖以下地区：
花贡社区、河塘村、都田村、母洒村、白胜村、坪山村、竹塘村、民族村、新寨村和大田乡。